# カネヨ石鹸
カネヨ石鹸株式会社（カネヨせっけん）は、東京都荒川区東尾久に拠点を置く日本の家庭用や業務用の洗剤メーカーである。

## 沿革
- 1933年（昭和8年） - 東京府東京市豊島区池袋で創業する[2]。
- 1934年（昭和9年） - カネヨクレンザーを発売。
- 1945年（昭和20年） - 戦災で池袋工場全焼。
- 1946年（昭和21年） - 東京都荒川区に尾久工場建設。
- 1953年（昭和28年） - 鈴木山陽堂からカネヨ石鹸株式会社へ社名変更する。
- 1969年（昭和44年） - 台所用液体洗剤「カネヨレモン」発売する。
- 1971年（昭和46年） - 日本ではじめての液体クレンザー「カネヨン」発売する。
- 1972年（昭和47年） - 山形県米沢市に山形工場を建設する。粉末クレンザー、液体クレンザーの原料搬入から製品出荷まで完全自動化になる。
- 1984年（昭和59年） - 埼玉県深谷市に埼玉工場を建設する。
- 1992年（平成4年） - 独自に開発したリパック方式による詰替商品を発売する。
- 1998年（平成10年） - 本社を建替え、カネヨ商業ビルとする[3]。
- 2000年（平成12年） - 介護用品を発売開始。
- 2001年（平成13年） - 透明石けんのノベルティー化を図る。
- 2006年（平成18年） - 本社を移転。
- 2011年（平成23年） - 埼玉県熊谷市に保管倉庫（LC）を設置。
- 2018年（平成24年） - 本社機能を現住所に移転。

## 事業所
本社
東京都荒川区東尾久6-33-10
埼玉工場
埼玉県深谷市本田ヶ谷120
山形工場
山形県米沢市板谷73-3

## CMタレント
- 坂本新兵
- 笠置シヅ子
- 大山のぶ代
- 春日三球
- マッハ文朱
- 宮尾すすむ
- 松居直美
- 入江麻友子
- 朝丘雪路
- 有馬かな